# 乌克兰天主教会圣家座堂
乌克兰天主教会圣家座堂 (The Ukrainian Catholic Cathedral of the Holy Family in Exile) 是乌克兰希腊礼天主教会的主教座堂。。以圣家逃往埃及为名。它位于英国伦敦梅费尔公爵街（近牛津街）。它于2007年因天花板部分倒塌暂时关闭，已被翻新。。
该建筑由阿尔弗雷德沃特豪斯设计于1891年，原为公理会的King's Weigh House。在1967年出售给乌克兰天主教会。